# Rudolph-Wilde-Park

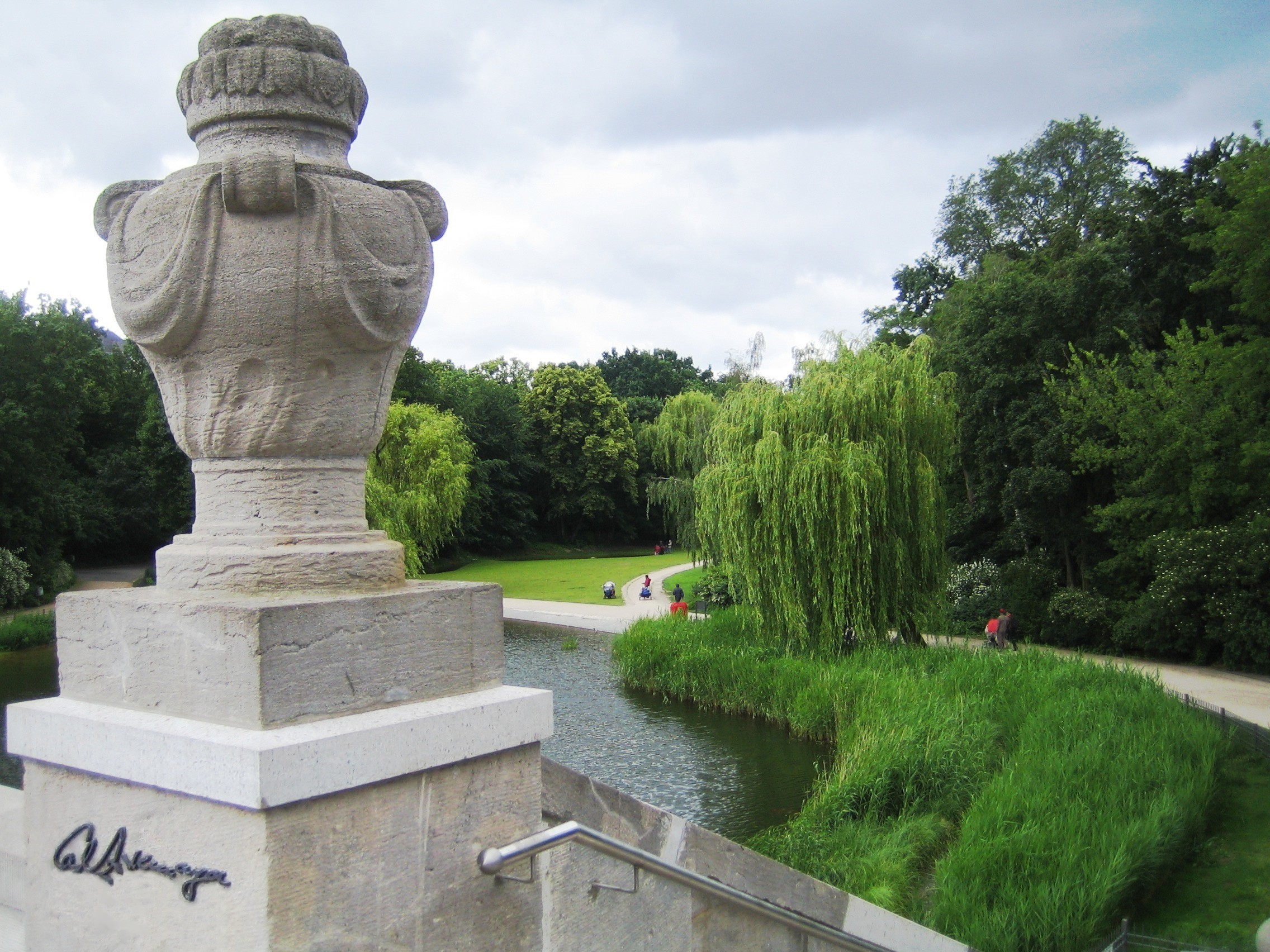
Rudolph-Wilde-Park

Rudolph-Wilde-Park, tidigare Stadtpark Schöneberg är en park stadsdelen Schöneberg i Berlin. Parken har fått sitt namn efter Rudolph Wilde, staden Schönebergs första borgmästare som initierade byggandet av Rathaus Schöneberg som ligger i anslutning till parken.
Den långsmala parken omfattar sju hektar och går från rådhuset och Martin-Luther-Strasse västerut till stadsdelsområdets gräns vid Volkspark Wilmersdorf. Parken utmärks genom den gyllene hjortstatyn i dess östra avslutning och tunnelbanestationen Rathaus Schöneberg.

## Fotogalleri

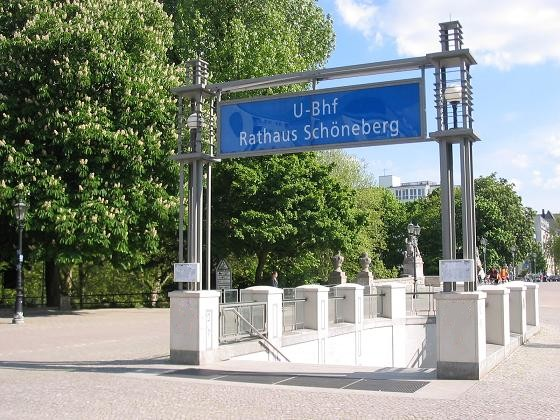
U-bahn Rathaus Schöneberg
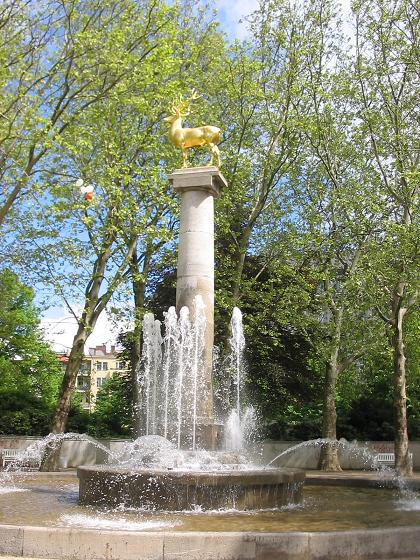
Fontän i Rudolph-Wilde-Park
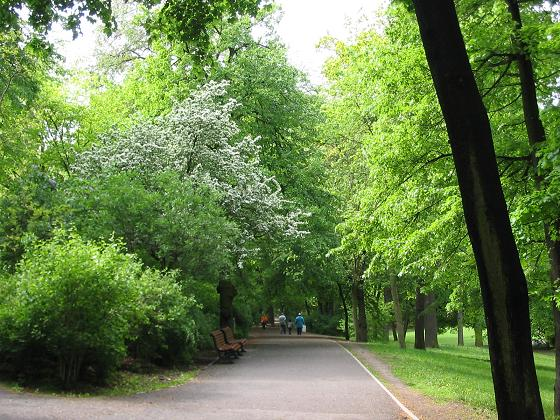
Rudolph-Wilde-Park
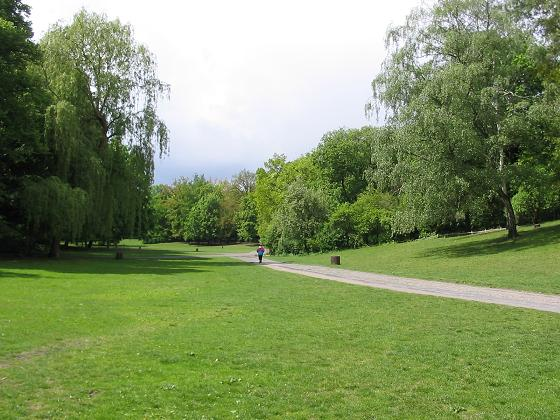
Stora gräsmattor i Rudolph-Wilde-Park